# Veli Kavlak
Veli Kavlak (Viena, 3 de Novembro de 1988) é um jogador de futebol austríaco de ascendência turca. Joga no Beşiktaş.

## Títulos
Rapid Viena
- Campeonato Austríaco (2): 2005, 2008

Besiktas
- Campeonato Turco (1): 2015–16